# Artaxias I
Artaxias (sau Artașe) (189 - 160 î.e.n.) a domnit în Armenia Maior. Este fondatorul dinastiei Artașizilor, care conduce Armenia până în anul 1 î.e.n. A înființat, la sfatul lui Hannibal, Artaxata, oraș din Armenia.